# Those Awful Hats
Those Awful Hats è un cortometraggio muto del 1909 diretto da David W. Griffith. Prodotto e distribuito dall'American Mutoscope & Biograph, è una commedia ambientata durante la proiezione di un film.

## Trama
La storia si svolge in una piccola e affollata sala cinematografica, frequentata da uomini e donne - ma, soprattutto, donne - che esibiscono cappelli esagerati che inibiscono la visione agli altri spettatori. Il film finisce con un cartello su cui è scritto: "Signore, per favore, toglietevi il cappello!".

## Produzione
Il film fu prodotto dall'American Mutoscope & Biograph, girato l'11 e 12 gennaio 1909.

## Distribuzione
Il copyright del film, richiesto dall'American Mutoscope and Biograph Co., fu registrato il 27 gennaio 1909 con il numero H122037.
Distribuito dall'American Mutoscope & Biograph, il film uscì nelle sale il 25 gennaio 1909, programmato in split reel con un altro cortometraggio di Griffith, The Welcome Burglar.
La Library of Congress conserva una copia del film (positivo, in 35 mm) e ne esiste una copia in 8 mm. presso una collezione privata. Nel 2003, fu distribuito in DVD dalla Grapevine, inserito in un'antologia di cortometraggi con altri dieci titoli dei primi film di Griffith - per un totale di 102 minuti - dal titolo D.W. Griffith, Director - Volume 1 (1908-1909).

### Data di uscita
IMDb e Silent Era DVD
- USA	25 gennaio 1909
- USA  10 dicembre 2002  DVD

Alias
- Ces sacrés chapeaux	Francia
- Those Darn Hats	USA (titolo catalogo video)